# Viktor Hammer (Bildhauer)
Viktor Josef Hammer (* 19. Juni 1913 in Wien; † 23. Mai 1986 ebenda) war ein österreichischer Bildhauer.

## Leben
Viktor Hammer wurde in Wien-Ottakring als Sohn des Bronzewarenerzeugers Josef Hammer und seiner Ehefrau, Josefa Hofer, geboren. 1927 trat er 14-jährig als Lehrling in die väterliche Werkstatt in Wien-Neubau ein. Dort erlernte er das Handwerk des Bronze- und Metallwarenerzeugers, des Gürtlers und des Ziseleurs. Im Dezember 1935 legte er die Meisterprüfungen für diese vier Gewerbe ab.

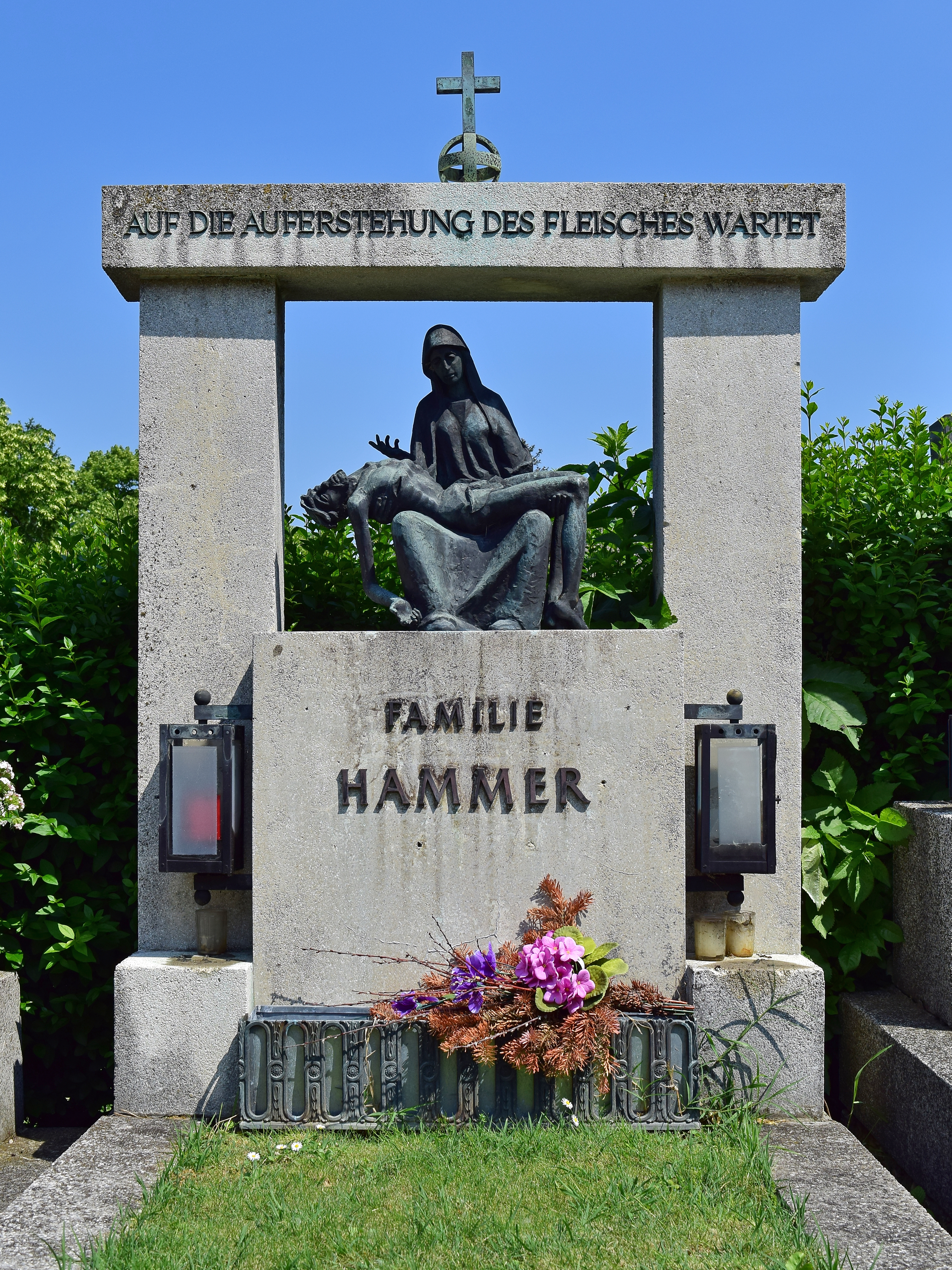
Grab von Viktor Hammer am Ottakringer Friedhof

1933 bis 1934 ergriff Viktor Hammer die Gelegenheit, bei seinem Lehrer aus der Berufsschule, Josef Müllner, an der Akademie der bildenden Künste Wien am Schillerplatz zwei Semester lang im Fach Bildhauerei zu hospitieren. 1934 schloss er dann ein sechssemestriges Studium an. Seine Abschlussprüfung als akademischer Bildhauer für Marmor, Stein und Holz erhielt Hammer am 1. Juli 1938. Obwohl schon der Zweite Weltkrieg begonnen hatte, konnte er im November 1941 seine Diplomprüfung an der Akademie ablegen.
Nach dem Tod seines Vaters übernahm Viktor Hammer zusammen mit seinem Bruder Josef Hammer die väterliche Bronzewarenerzeugung und kunsthandwerkliche Werkstatt. Er arbeitete in eigenen Ateliers in Wien-Neubau und im Staatsatelier in der Wiener Krieau und machte sich nach 1945 durch die Restaurierung zahlreicher durch Kriegseinwirkungen beschädigter bronzener Großplastiken an öffentlichen Wiener Gebäuden einen guten Namen.
Mit seiner Ehefrau Pauline hatte er die beiden Töchter Christina und Monika. Er starb am 23. Mai 1986 in Wien und wurde am Ottakringer Friedhof (Gruppe 29, Reihe 14, Nr. 35) begraben.

## Ehrungen
1960 wurde er Mitglied des Wiener Künstlerhausvereines und erhielt am 28. Juli 1967 den Berufstitel Professor. Am 4. Mai 1973 erhielt er das Österreichische Ehrenkreuz für Wissenschaft und Kunst I. Klasse. Sein Wirkungsgebiet beschränkte sich auf Wien und das östliche Österreich.

## Werke (Auswahl)

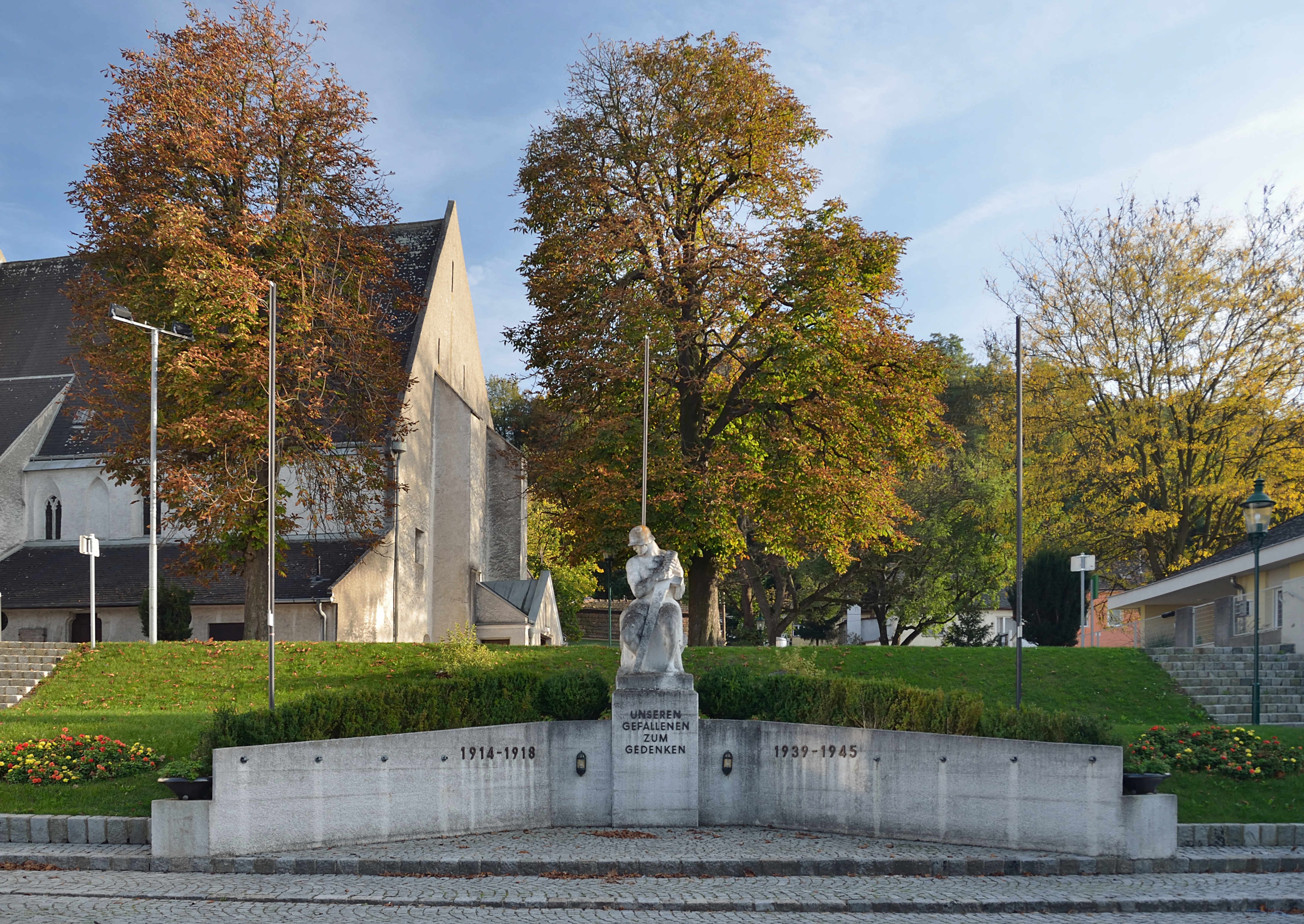
Kriegerdenkmal in St. Andrä vor dem Hagental

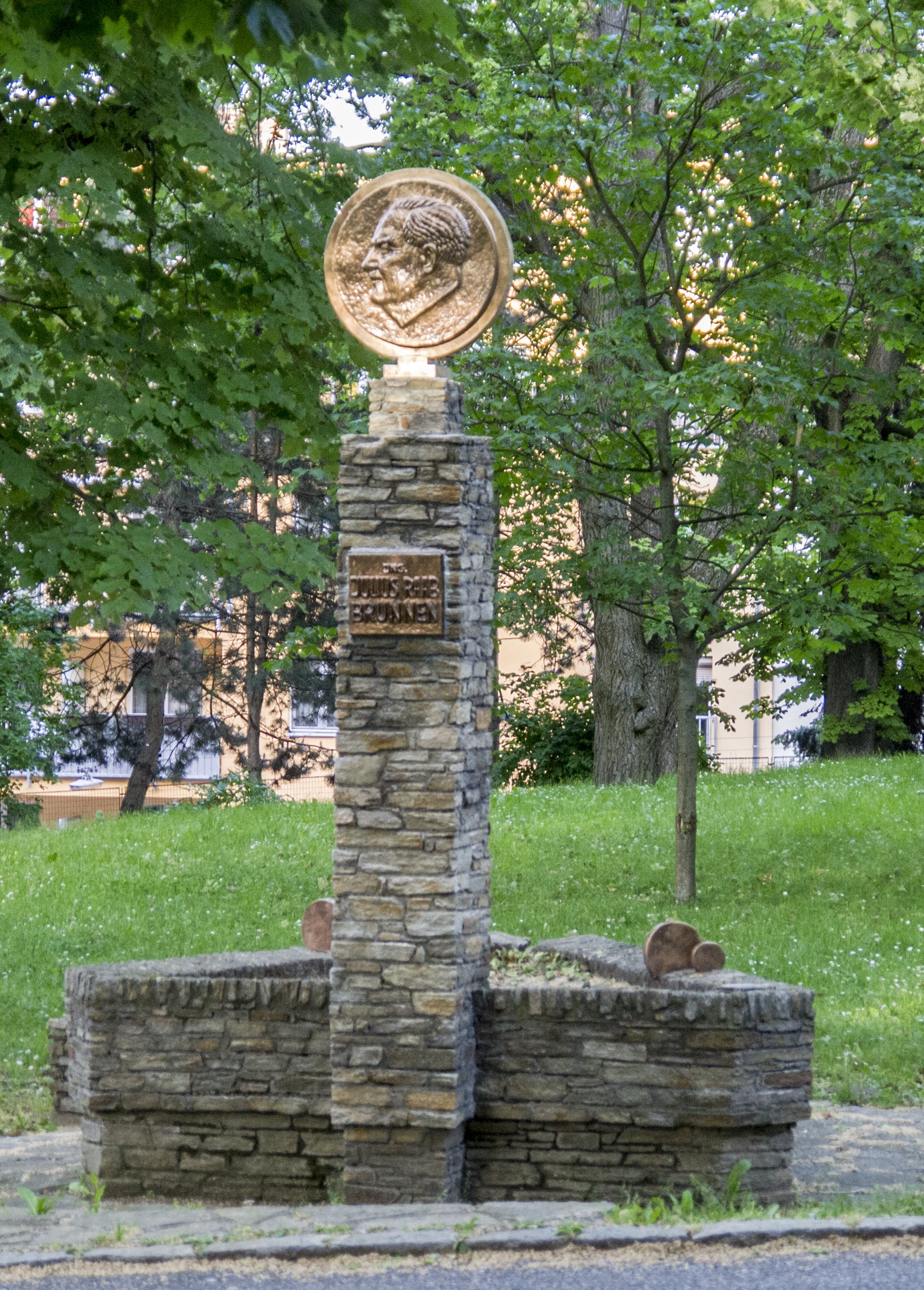
Porträtpfeiler-Denkmal für Julius Raab in Wien

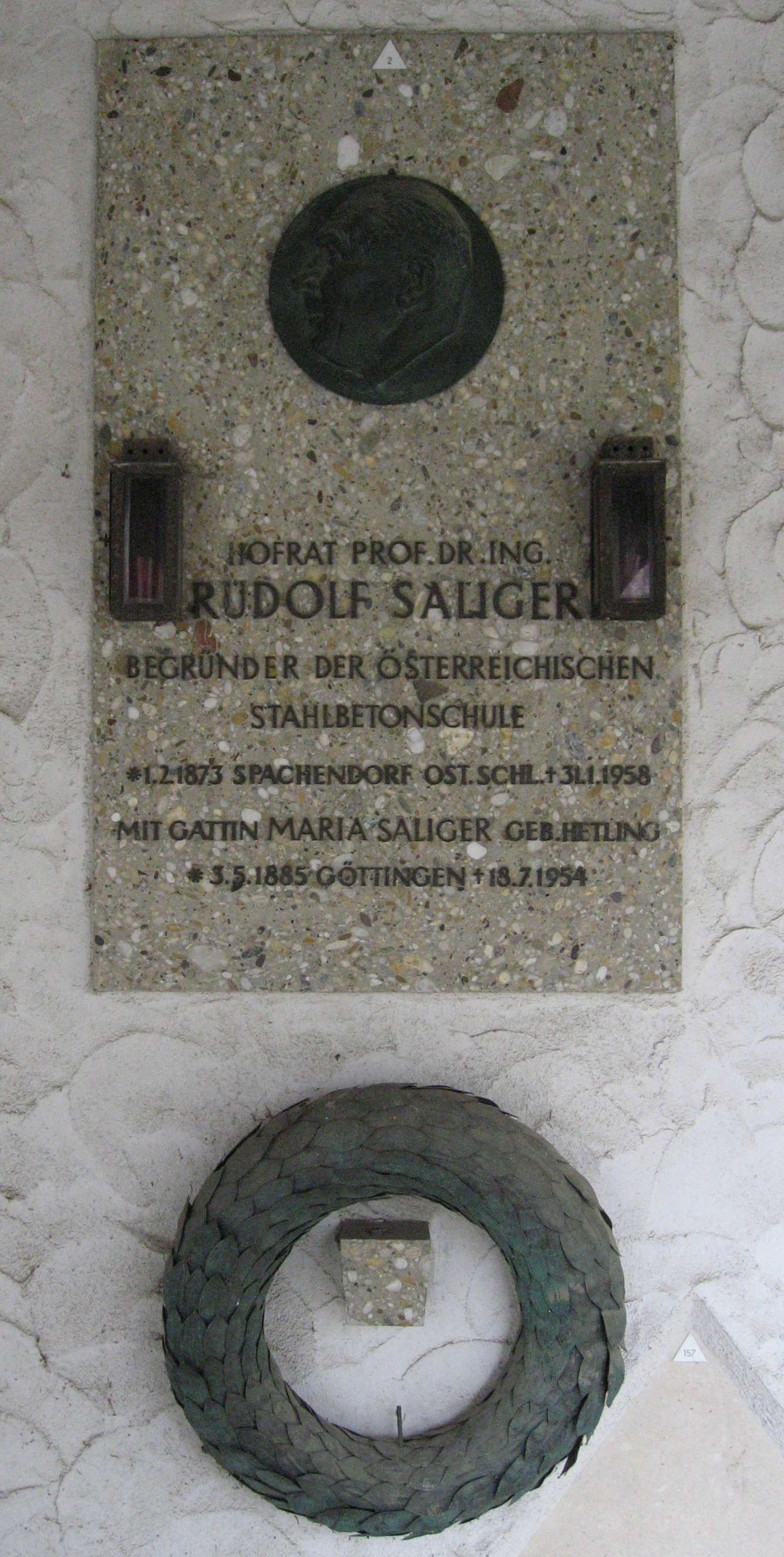
Ehrengrab Rudolf Saliger

- Nachguss des Jünglings am Magdalensberg, Aufstellung am Magdalensberg (um 1955)
- Steinrelief Alter Ratzenstadl, Wien-Mariahilf (1967)
- Brunnen im Pensionistenheim Döbling, Wien
- Brunnen im Pensionistenheim Erdberg, Wien
- Trinkbrunnen im Innenhof des Hauptgebäudes der Universität Wien
- Denkmal für Johann Sölch, Arkadenhof der Universität Wien
- Reliefdenkmal für Rudolf Saliger, Technische Universität Wien
- Degenruhe, Wien-Ottakring
- Porträtpfeiler-Denkmal für Julius Raab, Wien
- Brunnen-Bronzeplastik Donauweibchen, Bad Deutsch Altenburg
- Staatsadler in Bronze am Bundesministerium für Unterricht, Wien
- Zwei große Steinwappen an der Burg in Wiener Neustadt
- Drei Wappen, Flughafen Wien-Schwechat
- Gedenktafel für Otto Glöckel am Palais Epstein, Wien
- Bronzepietà am Kriegerdenkmal in Oggau am Neusiedler See
- Kriegerdenkmal in Zellerndorf
- Kriegerdenkmal in Göstling (1961)
- Kriegerdenkmal in Retz
- Kriegerdenkmal in St. Andrä-Wördern
- Kriegerdenkmal am Stiftungsplatz in Laa an der Thaya
- Christuskorpus, Pfarrkirche Laa an der Thaya (1956)
- Christuskorpus aus Zirbenholz, Krankenhaus Eisenstadt
- Bronze-Pietà, Dollfuß-Gedächtniskirche auf der Hohen Wand
- Holzstatue Hl. Hedwig, Kirche am Leopoldsberg, Wien
- Ehrengrab für Rudolf Saliger, Feuerhalle Simmering, Wien[1]